# Río Ouse (Yorkshire)
El río Ouse /ˈuːz/ es un río en Yorkshire del Norte, Inglaterra. Se forma a partir del río Ure en Cuddy Shaw Reach, Linton-on-Ouse, cerca del confluencia del río Swale y del río Ure. Fluye por la ciudad de York, donde recibe las aguas del río Foss, y los localidades de Selby y Goole antes de confluir con el río Trent y luego desembocar en el río Humber.
- Datos: Q19718
- Multimedia: River Ouse, Yorkshire / Q19718